# Entomoderus impressus
Entomoderus impressus é uma espécie de insetos coleópteros polífagos pertencente à família Curculionidae.
A autoridade científica da espécie é Pic, tendo sido descrita no ano de 1909.
Trata-se de uma espécie presente no território português.